# 이승현 (배우)
이승현(李勝鉉, 1961년 11월 26일 ~ )는 대한민국의 배우이다. 종교는 개신교다. 아역배우로 영화에 등장하기 시작해서, 1970년대 청춘영화의 대명사인 '얄개 시리즈'에서 주인공을 맡아 일약 스타덤에 오른 배우. 1976년 고교얄개를 시작으로 <얄개행진곡> <대학얄개> 등에 출연했다. 1973년 청룡영화제 장려상, 1974년 제13회 대종상 영화제 특별상, 1977년 제13회 백상예술대상 특별상을 수상했다

## 생애
이승현은 1970년대 얄개 시리즈의 전설적인 스타이다. 
6살의 어린 나이인 1967년 <육체의길>로 아역배우로 데뷔하였고 70년대는 ‘얄개시대’ 시리즈로 톱 스타 반열에 올랐다. 그러나 2대 독자인 외아들이 연기에 빠져 사는 것을 탐탁지 않게 여겼던 어머님의 뜻에 따라 한창 일할 나이인 26세 때인 1986년에 캐나다로 유학을 떠났다. 
이후 7년 간 이민 생활을 하다 다시 귀국하기는 했지만 선교에 뜻을 품고 1994년 필리핀으로 떠났다. 
그리고는 1997년엔 영국에서 생활했다. 
해외를 전전하는 동안 결혼도 했고, 2001년 대전에서 만두 가게를 내고 사업을 했지만 이마저도 실패하고 생활도 엉망이 되어 이혼의 아픔을 겪기도 했다.

## 출연 작품

### 영화
- 1974년 청녀
- 1976년 고교얄개
- 1977년 고교 우량아
- 1977년 남궁동자
- 1978년 에너지 선생

### 드라마
- 1970년 TBC 시추에이션 드라마 《비둘기가족》
- 1971년 TBC 화요연속극 《첫 남자》
- 1971년 MBC 시추에이션 드라마 《왈순아지매》
- 1971년 KBS 일일연속극《북간도》
- 1972년 TBC 일일연속극 《사모곡》
- 1973년 TBC 주간드라마《길》
- 1973년 TBC 일일연속극《연화》 ... 동자승 역
- 1973년 TBC 일일연속극 《여보 정선달》
- 1974년 TBC 일일연속극 《윤지경》
- 1974년 TBC 일일연속극 《인목대비》
- 1975년 TBC 일일연속극 《옥피리》 ... 삼돌이 역
- 1975년 TBC 일일연속극 《임금님의 첫사랑》 ... 꼬마신랑 역
- 1976년 TBC 주말연속극 《결혼행진곡》 ... 막내 봉구 역
- 1976년 KBS 실화극장 《제5계절》
- 1977년 TBC 금요드라마 《연가》
- 1977년 TBC 어린이 드라마 《꺼꾸리와 장다리》 ... 장다리 역
- 1977년 MBC 일일연속극 《타국》
- 1977년 TBC 어린이 드라마 《도토리 7남매》 ... 일남 역
- 1977년 TBC 금요드라마 《찔레꽃》
- 1977년 TBC 어린이 드라마 《달려라 차돌이》
- 1978년 TBC 주말연속극 《언약》
- 1978년 TBC 어린이 드라마 《정의의 번개돌이》 ... 양반도령 역
- 1978년 TBC 어린이 드라마 《왕짱구》
- 1979년 TBC 어린이 드라마 《소년 홍길동》 ... 홍길동 역
- 1979년 TBC 주말연속극 《사랑도 미움도》
- 1980년 TBC 어린이 드라마 《바람돌이 장영실》
- 1981년 KBS2 국군의날 특집극 《그날》
- 1982년 KBS1 대하드라마 《풍운》 ... 윤치호 역
- 1982년 KBS2 월화드라마 《오뚝이 인생 전택보》
- 1982년 KBS1 아침연속극 《행복의 계단》
- 1983년 KBS2 일일연속극 《산유화》
- 1983년 MBC 반공드라마 《3840 유격대》 ... 임종기 역
- 1985년 MBC 경로효친 드라마 《백발의 청춘》

## 수상 내역
- 1977년 제13회 백상예술대상 영화부문 특별상
- 1974년 제13회 대종상 특별상(아역) 《울지 않으리》
- 1973년 제10회 청룡영화상 장려상 《0시》
- 1972년 제9회 청룡영화상 특별상(아역) 《바보같은 사나이》

## 가족 관계
- 어머니: 이학원 (1933년 ~ 2019년)
- 배우자: 설명자
- 아들: 이정빈

## 같이 보기
- 강주희